# 曾守嚴
曾守嚴（？年—？年），字以寛，湖廣永州府祁陽縣（今湖南省祁陽市）人。明朝政治人物。

## 生平
明穆宗隆慶四年（1570年），曾守嚴中式庚午科湖廣鄉試舉人。任四川興文縣知縣。